# PK (film)
PK – bollywoodzki satyryczny komediodramat z elementami science-fiction z 2014 roku w reżyserii Rajkumara Hiraniego. Jest to najbardziej dochodowy film w historii Bollywood.
W 2015 roku PK zdobył 3 nominacje do Nagrody Filmfare.

## Fabuła
Film opowiada o humanoidalnym kosmicie znanym pod przezwiskiem PK, który przybywa na Ziemię. Kiedy zostaje skradziony pilot od jego statku kosmicznego, musi odzyskać go za wszelką cenę. Podczas swoich przygód PK poznaje ludzi i ich zwyczaje oraz zaprzyjaźnia się z młodą dziennikarką Jaggu. Wkrótce zaczyna stawiać pytania na temat religii i wierzeń ludzi.

## Obsada
- Aamir Khan jako PK
- Anushka Sharma jako Jagat "Jaggu" Janani Sahni
- Sushant Singh Rajput jako Sarfaraz Yousuf
- Boman Irani jako Cherry Bajwa
- Saurabh Shukla jako Tapasvi Maharaj
- Sanjay Dutt jako Bhairon Singh
- Parikshit Sahni jako Jayprakash Sahni
- Reema Debnath jako Phuljhadiya